# محافظة موتشينغا
محافظة موتشينغا هي إحدى محافظات زامبيا العشر، تعتبر مدينة تشينسالي هي عاصمتها، يبلغ عدد سكانها 895058 نسمة وذلك حسب إحصائيات سنة 2015، وتبلغ مساحتها 87806 كم².